# Elements of War
Element of War (tạm dịch: Nhân tố Chiến tranh) là trò chơi máy tính thuộc thể loại chiến lược thời gian thực dạng trực tuyến nhiều người chơi (MMORTS) đề tài chiến tranh hiện đại lấy bối cảnh cuộc chiến giữa 2 lực lượng siêu cường là Mỹ và Nga nhằm chiếm quyền thống trị thế giới do hãng Lesta Studios phát triển và Gamigo (toàn cầu) phát hành vào ngày 18 tháng 4 năm 2011. Trò chơi được phát hành toàn cầu và không giới hạn bất cứ quốc gia nào.

## Cốt truyện
Lời mở đầu: Hậu quả của chương trình thử nghiệm vũ khí thời tiết đã nằm ngoài tầm kiểm soát và bị. Chính phủ Mỹ đã hủy bỏ hoàn toàn và ngay tức khắc ra lệnh xây dựng một tầng hầm trú ẩn dành cho các nhà lãnh đạo. Đây là bước đầu tiên trong một loạt thảm họa môi trường xảy ra trên toàn cầu, gây không ít khó khăn cho nước Mỹ. Lạ thêm đang vướng bận một cuộc chiến tranh giành quyền lực với lực lượng viễn chinh quốc tế của liên minh châu Âu.
Cốt truyện chính của game được chia làm hai phần chơi chiến dịch tương ứng với hai phe là liên minh Châu Mỹ và liên minh Châu Âu. Chiến dịch phe Mỹ chủ yếu nói về cuộc chiến giữa Lực lượng Đặc nhiệm Hoa Kỳ tự xưng là Người Yêu Nước (Patriots) với những phe cánh khác của chính phủ đang rơi vào tình trạng hỗn loạn nhằm giành quyền kiểm soát từng phần của hệ thống các phòng thí nghiệm có liên quan tới chương trình phát triển vũ khí thời tiết. Trong khi ở chiến dịch phe châu Âu đề cập đến những hành động quân sự của các đơn vị trực thuộc Lực lượng Đặc nhiệm Sứ mệnh Khoa học châu Âu, Mỹ và Liên bang Nga.
Phần cốt truyện của game xoay quanh sự kiện về việc thử nghiệm không thành công vũ khí thời tiết, quản lý cả một hệ thống phòng thí nghiệm "Bốn Nhân Tố" ở Mỹ. Đây chính là cứ điểm kiên cố có thể làm gia tăng bão gấp mười lần. Cơn bão tự phát này dần dần lớn lên, che phủ một phân phía bắc lục địa và dần dần phá hủy bầu khí quyển, hút một lượng lớn không khí. Sự xuất hiện dị thường này đã gây ra nhiều thảm họa thiên nhiên ở một số nơi như động đất, sóng thần, mưa lớn v.v. Khiến cho Phần lớn công dân Mỹ hoảng loạn chạy về phía nam để lánh nạn. Chính phủ đã không thể nào kiểm soát nổi tình hình, công thêm tin đồn về việc khởi đầu cho cuộc xâm lược của Trung Quốc. Trong tình trạng tưởng chừng như bế tắc thì quân đội Mỹ quyết định điều động các đơn vị quân của tướng El Paso, được biết đến là Patriots tới các điểm nóng nhằm khắc phục khó khăn và điều tra về nguồn gốc phát sinh ra các thảm họa này.
Lực lượng của tướng El Paso mau chóng làm sáng tỏ về trường hợp của những thảm họa này và kịp thời khám phá ra âm mưu bí mật về hệ thống khoa học quân sự gọi là "Bốn Nhân Tố" là nguyên nhân chính gây ra các thảm họa này. "Patriots" lập tức tiến về phía nam nước Mỹ trước khi cơn bão đổ bộ vào các khu vực trung tâm, trong quá trình di chuyển dọc đường, cả nhóm đã chạm trán với quân đối phương bao gồm những tổ chức nổi loạn,phiến quân và cả những nhóm cướp có vũ trang, sau cùng là những đơn vị nghiên cứu của Nga. Sau đợt ngưng chiến đầu tiên của cuộc xung đột, quân của tướng El Paso khởi động chiến dịch kế tiếp nhằm kết thúc những thảm họa đầy nguy hiểm này. Trong chiến dịch thứ hai, lực lượng kết hợp giữa "Patriots" và Lực lượng Đặc nhiệm Nga tại Mỹ đã mở đường tiến về trung tâm của cơn bão, nơi chứa hầu hết những nhân tố quan trong của vũ khí thời tiết và cố gắng tận diệt sự dị thường này. Nhiều chi tiết được kể trong cốt truyện thường nằm trong những tài liệu riêng biệt.

## Cách chơi
Lối chơi của Elements of War được chia làm 2 phần chính là chiến lược và chiến thuật. Trong phần chiến lược, người chơi sẽ khởi đầu trên bản đồ thế giới ở nước Mỹ, được chia thành 50 khu vực. Từ khu vực dưới sự kiểm soát của mình, người chơi có thể điều binh sang đánh chiếm khu vực của đối phương. Để chiếm được từng khu vực riêng biệt, người chơi cần phải giành chiến thắng khoảng 100 trận chiến trong phần chiến thuật ở trên lãnh thổ đó. Khi chạm trán với quân đội đối phương thi ngay lập tức game sẽ chuyển sang phần đánh trận thời gian thực cổ điển và nhiệm vụ chính cua người chơi là mang quân chiếm giữ những điểm kiểm soát từ tay quân đối phương. Ngoài khía cạnh điều khiển quân đội thông thường bao gồm các binh chủng quen thuộc như bộ binh, thiết giáp, máy bay, trực thăng thì game còn có cả một hệ thống thời tiết đa dạng mà người chơi hoàn toàn có khả năng điều khiển chúng để giành lợi thế trên chiến trường. Tổng cộng có 6 dạng vũ khí thời tiết khác nhau như lốc xoáy, động đất, bão...
Elements of War có tổng cộng hơn 40 loại đơn vị quân và vũ khí thực tế lẫn giả tưởng từ kho vũ khí của quân đội Mỹ, Nga và châu Âu đã được mô phỏng trong trò chơi, giúp người chơi chiến đấu trên khắp nước Mỹ trong bối cảnh giả tưởng với hàng tá tính năng của thế giới thật và các đơn vị quân độc đáo. Để chơi phần trực tuyến, trò chơi buộc người chơi phải trải qua 12 màn chơi chiến dịch trước khi bước vào thi đấu với người chơi khác. Trong quá trình diễn biến cốt truyện, thì chuỗi lý luận của những nhiệm vụ lân cận sẽ có những ý nghĩa khác nhau.
Người chơi được tận mắt chứng kiến sự mô tả bầu khôngkhí thảm họa cổ điển trong phần chiến dịch như các thành phố hoang tàn, người tị nạn, đội quân cướp bóc, sự phá hủy và sẽ phải chống lại kẻ cướp vũ trang và các nhóm hôi của đến từ các đơn vị quân sự khác. Càng về sau thì game sẽ bổ sung thêm các yếu tố khoa học viễn tưởng như những mẫu vũ khí thử nghiệm bị mắc kẹt đều được thiết kế đặc biệt để hoạt động trong điều kiện khắc nghiệt như xe tăng, các phòng thí nghiệm nghiên cứu bí mật, v.v. Đến màn chơi nhiệm vụ cuối cùng sẽ diễn ra trong tâm của cơn bão lớn, cảnh tượng trông sẽ khác hẳn và người chơi tha hồ sử dụng các loại đơn vị và vũ khí hoàn toàn khác nhau. Đặc biệt, hoạt động và việc sử dụng tích hợp "lực lượng của thiên nhiên" có thể sử dụng được ngay trongmàn chơi thứ ba của game. Dù việc làm quen với các loại vũ khí (và cả những hậu quả của việc sử dụng của nó), người chơi đã được tiếp xúc trong những màn chơi nhiệm vụ đầu tiên.